# 극악 간보
《극악 간보》(일본어: 極悪がんぼ)는 원작:타지마 타카시·작화:코치 타카히로에 의한 일본의 만화 작품이다. 코단샤의 잡지 《이브닝》에서 2001년 창간호부터 2009년 15호까지 연재되었다. 단행본은 전 16권.

## 개요
작자가 《모닝》에서 연재하고 있던 《카바치타레!》가 약자를 법률로 구하는 열혈 행정 서사의 이야기인 것에 대해, 본작은 학력도 자격도 없는 약자 주인공·칸자키가 법률의 일격을 가하는 사무소에 입소해 입신출세를 꿈꾸며 일하는 이야기이다. 또한, 《카바치타레!》의 등장인물도 자주 단역으로 등장한다.

## 등장인물
칸자키 마모루
본작의 주인공.
카네코 치아키

나츠메 다이사쿠

후유츠키 히라쿠

하타 미츠히로

후루이치 카즈마

타케모토 쵸조

보타모치

제니하타

오테모리

## 텔레비전 드라마
후지 TV 계열의 〈게츠쿠〉 시간대에서 2014년 4월 14일부터 6월 23일까지 방송되었다. 주연은 오노 마치코. 무대는 가공의 도시·카네쿠레 시. 캐치프레이즈는, 〈이놈들 전원, 적.〉.

### 캐스트

#### 코시미즈 경영 컨설턴트
칸자키 카오루 - 오노 마치코 (9세:이시이 코코아)

후유츠키 히라쿠 - 시이나 킷페이

카네코 치아키 - 미우라 토모카즈

나츠메 다이사쿠 - 타케우치 리키

누케미치 타쿠미 - 이타오 이츠지

코시미즈 겐 - 코바야시 카오루

#### 코시미즈 경영의 고객
마키아게 테루오 - 우카지 타카시
마키아게 금융 사장.
토요토미 이야타로 - 쿠도 칸쿠로
변호사.

#### 스낵 마야카시
마야카시 키리코 - 나카 리이사
마마. 정보상.
타케모토 카즈마 - 미우라 쇼헤이
아르바이트 점원. 카오루의 전 남자친구.

#### 그 외
이쥬인 타모츠 - 오다기리 죠
후유츠키의 후배 형사.

#### 게스트
제1화
야시키 사토미 - 나츠나

가메츠이 타로 - 카츠무라 마사노부

도츠키 코지 - 나카노 히데오

유부네 - 하나가사키 코이치
고쿠라쿠 섬 온천 호텔 사장.

제2화
사소리 도쿠코 - 카지 메이코
사소리 금융 사장.
하시쿠레 이사미 - 사사노 타카시
하시쿠레 인쇄 사장.
톤즈라 타로 - 타쿠보 잇세이
톤즈라 예비교 경영자.
히가시야마 - 키노시타 호카
퍼스컴 메이커 과장. 톤즈라의 채권자.
히노데 - 아리조노 요시키
복사기 리스 회사 과장. 톤즈라의 채권자.
세코 - 카마타 마사히로
가구 판매 회사 계장. 톤즈라의 채권자.
로덴 - 카케다 마코토
가전 로덴 사장. 톤즈라의 채권자.
아이조메 츠야코 - 카즈키 사야
후유츠키가 오너를 맡은 풍속 〈LOVE FLAG〉 종업원.
카이 슈타로 - 카야마 이타루
재판소 집행관.

제3화
히다 린고로 - 카나메 준
소코누케 건설 영업 추진부 과장.
지아게 시로 - 라살 이시이
부동산 경영자.
히다 마리코 - 네코제 츠바키
린고로의 아내.
세슈 하라구로 - 이시이 켄이치
마리코의 아버지.
고로마키 이치로 - 노조에 요시히로
고로마키 토목 사장.
吹鳥 - 아사쿠라 신지
소코누케 건설 영업 추진부장. 히다의 상사.
사루와타리 - 스에키치 쿤
현청 직원.

제4화
토비타 테츠오 - 이시이 마사노리
하이에나 보증 사장.
모모지리 카루코 - 이노우에 와카

코리 토이치 - 마키타 스포츠

후지와라 카마이치 - 사카이 토시야

제5화
오니키리 토라코 - 무로이 시게루 (제4화)

名真津 滑男 - 비토 키요시

오니키리 마사오 - 야마시타 켄지로
토라코의 아들.
下鷹 今日子 - 마츠오 레이코 (제7·9화)

난바 미요코 - 야마구치 카오리

사카이 - 노부 코이케

야부나카 에이지 - 무라마츠 카즈키 (제4화)

헤비즈카 고로 - 우치다 유즈루 (제4화)

### 스태프
- 원작 - 타지마 타카시·코치 타카히로 《극악 간보》
- 각본 - 이즈미 요시히로, 이케가미 준야, 이시키 테츠야
- 주제가 - 키시단 〈싸움 고수〉 (avex trax)
- 연출 - 카와케 슌사쿠, 하야시 토오루, 이시이 유스케
- 프로듀스 - 고토 히로유키, 쿠사가야 다이스케
- 제작 - 후지 TV 드라마 제작부

### 방송 일자
| 각 화                                                      | 방송일          | 부제                                                             | 각본            | 연출          | 시청률 |
| ---------------------------------------------------------- | --------------- | ---------------------------------------------------------------- | --------------- | ------------- | ------ |
| 제1화                                                      | 2014년 4월 14일 | 인생 밑바닥녀가 덤벼드는, 싸움 고수, 극악 월드!                  | 이즈미 요시히로 | 카와케 슌사쿠 | 13.6%  |
| 제2화                                                      | 4월 21일        | 눈물의 복수 뺏기면 되찾는다                                      | 이즈미 요시히로 | 하야시 토오루 | 11.3%  |
| 제3화                                                      | 4월 28일        | 복수다 폭력남에게 분노 제재                                      | 이케가미 준야   | 하야시 토오루 | 9.1%   |
| 제4화                                                      | 5월 5일         | 반박해라 친구의 용서할 수 없는 배신                              | 이케가미 준야   | 카와케 슌사쿠 | 9.8%   |
| 제5화                                                      | 5월 12일        | 오사카로부터 최강 라이벌 나타나다!                               | 이즈미 요시히로 | 하야시 토오루 | 10.1%  |
| 제6화                                                      | 5월 19일        | 싸움 고수 경찰과 진검승부                                        | 이즈미 요시히로 | 이시이 유스케 | 9.6%   |
| 제7화                                                      | 5월 26일        | 적은 은행 우정과 눈물의 구출극!                                  | 이시키 테츠야   | 카와케 슌사쿠 | 8.6%   |
| 제8화                                                      | 6월 2일         | 오늘밤 결착 악덕 은행에 원수 갚음!                               | 이시키 테츠야   | 이시이 유스케 | 9.7%   |
| 제9화                                                      | 6월 9일         | 울지 마! 이런 세상 속에서 살아가기 위해선, 울어도 시작되지 않아! | 이케가미 준야   | 이시이 유스케 | 8.5%   |
| 제10화                                                     | 6월 16일        | 최종 결전 차기 총리를 때려눕히다                                 | 이즈미 요시히로 | 카와케 슌사쿠 | 7.8%   |
| 최종화                                                     | 6월 23일        | 파란의 최종회! 최후의 약속                                       | 이케가미 준야   | 카와케 슌사쿠 | 10.3%  |
| 평균 시청률 9.9% (시청률은 칸토 지구·비디오 리서치사 조사) |                 |                                                                  |                 |               |        |

- 제1화는 15분 확대 (21:00 ~ 22:09).